# Дернова (річка)
Дернова́ — річка в Україні, в межах  Краснопільської селищної громади Сумського і Тростянецької міської громади Охтирського районів Сумської області. Права притока Ворсклиці (басейн Дніпра).

## Опис
Довжина річки 33 км, похил річки — 1,6 м/км. Площа басейну 237 км². Долина трапецієподібна, порізана балками і ярами. Заплава двобічна. Річище слабозвивисте, місцями розгалужене, у пригирловій частині є кілька стариць. Споруджено кілька ставків.

## Розташування
Дернова бере початок на північ від села Веселого. Тече переважно на південь через села Лозове, Бранцівка, Семереньки у пониззі — на південний схід через село Поляне. Впадає до Ворсклиці на південний схід від села Дернового.
У верхів'ї річки розташований гідрологічний заказник місцевого значення Дернівський.

## Притоки

### Праві
- Яр Васильків - протікає у Краснопільській громаді, впадає в Дернову у селі Веселе.
- Яр Федьків - протікає у Боромлянській та Краснопільській громадах, впадає в Дернову на південно-західній околиці села Лозове.
- Яр Сухинин - протікає у Боромлянській та Краснопільській громадах, впадає у Дернову між селами Лозове та Бранцівка.
  - Яр Лиснякова Макітра - ліва притока Яру Сухининого.
- Яр Гаврюшів - протікає у Боромлянській та Краснопільській громадах, впадає у Дернову на південно-західній околиці села Бранцівка.
  - Яр Обїжджій - права притока Яру Гаврюшевого.
- Яр Хрінів - протікає у Тростянецькій громаді, впадає у Дернову північніше села Семереньки.
  - Балка Кардашева Ярушка - права притока Яру Хрінового.
- Яр Парне - протікає у Тростянецькій громаді, впадає у Дернову на північно-західній околиці села Семереньки.
  - Яр Савельїв - права притока Яру Парне, протікає через село Савелове.
- Печини - річка (яр) у Тростянецькій міській громаді. Починається на північному заході від села Печини, тече на північний схід через північну частину цього ж села і впадає у Дернову у селі Семереньки[2].
  - Яр Косий - ліва притока Яру Печини. Починається на півдні від села Савелове, впадає західніше села Печини.
  - Яр Свидинів - права притока Яру Печини, впадає західніше села Печини.
  - Яр Глушнів - права притока Яру Печини, протікає через село Печини.
    - Яр Конів - права притока Яру Глушного, впадає у селі Печини.
- Яр Глибокий - протікає у Тростянецькій громаді, впадає у Дернову на південно-західній околиці села Семереньки.
- Яр Писканський - протікає у Тростянецькій громаді, впадає у Дернову на північно-зажідній околиці села Дернове.
  - Яр Медвежий - ліва притока Яру Писканського.

### Ліві
- Яр Петрів - протікає у Краснопільській селищній громаді, впадає в Дернову у селі Веселе.
- Яр Кардашів - протікає у Краснопільській селищній громаді, впадає в Дернову на північно-східній околиці села Лозове.
- Балка Круті Яри - протікає у Краснопільській громаді, впадає в Дернову на північно-східній околиці села Бранцівка.
- Яр Глибокий - протікає у Краснопільській громаді, впадає в Дернову на північно-східній околиці села Бранцівка.
  - Яр Бараників - ліва притока Яру Глибокого.
- Яр Бранців - протікає у Краснопільській громаді, впадає у Дернову на південно-східній околиці села Бранцівка.
- Яр Жолобок - протікає у Краснопільській та Тростянецькій громадах. Починається на сході від села Бранцівка, тече переважно на південний захід і впадає у Дернову на північно-східній околиці села Поляне.
- Яр Поляний - протікає у Тростянецькій громаді, впадає у Дернову на південно-східній околиці села Поляне.
  - Яр Ширин - ліва притока у верхів'ї Яру Поляного.
  - Яр Заїкин - права притока у верхів'ї Яру Поляного.
  - Яр Балабанів - права притока у верхів'ї Яру Поляного.
  - Яр Плоский - права притока у верхів'ї Яру Поляного.
- Яр Нерубиний Даригош - протікає у Краснопільській та Тростянецькій громадах, впадає в Дернову на сході від села Дернова.